# Stantonia spasskensis
Stantonia spasskensis är en stekelart som beskrevs av Sergey A. Belokobylskij 1993. Stantonia spasskensis ingår i släktet Stantonia och familjen bracksteklar. Inga underarter finns listade i Catalogue of Life.